# Wydział Filologiczny Uniwersytetu Gdańskiego
Wydział Filologiczny Uniwersytetu Gdańskiego – jeden z wydziałów Uniwersytetu Gdańskiego. Mieści się w trzech budynkach: Neofilologia (ul. Wita Stwosza 51, razem z rektoratem), Filologia (ul. Wita Stwosza 55, razem z Wydziałem Historycznym) i Logopedia (ul. Wita Stwosza 58). Wydzielony w 2008 roku z Wydziału Filologiczno-Historycznego.

## Kierunki kształcenia
Dostępne kierunki:

### Studia stacjonarne
- Amerykanistyka (studia I i II stopnia)
- Cultural Communication (studia I stopnia)
- Etnofilologia kaszubska (studia I stopnia)
- Filologia angielska (studia I i II stopnia)
- Filologia germańska (studia I i II stopnia)
- Filologia klasyczna (studia I i II stopnia)
- Filologia polska (studia I i II stopnia)
- Filologia romańska (z drugim językiem romańskim) (studia I stopnia)
- Filologia romańska i iberystyka (studia II stopnia)
- Filologia rosyjska (studia I i II stopnia)
- Iberystyka (studia I stopnia)
- Japonistyka (studia I stopnia)
- Kulturoznawstwo (studia I i II stopnia)
- Lingwistyka stosowana (studia I i II stopnia)
- Logopedia (studia II stopnia)
- Logopedia (studia jednolite magisterskie)
- Produkcja form audiowizualnych (studia I stopnia)
- Rosjoznawstwo (studia I stopnia)
- Sinologia (studia I stopnia)
- Skandynawistyka – duńska lub fińska ścieżka językowa (studia I stopnia)
- Skandynawistyka – norweska lub szwedzka ścieżka językowa (studia I stopnia)
- Skandynawistyka (studia II stopnia)
- Slawistyka (studia I i II stopnia)
- Studia bałkańskie (studia I stopnia)
- Studia wschodnie (studia I stopnia)
- Sztuka kreatywnego pisania (studia I stopnia)
- Wiedza o filmie i kulturze audiowizualnej (studia I i II stopnia)
- Wiedza o teatrze (studia I stopnia)
- Zarządzanie i komunikacja w sztukach scenicznych (studia II stopnia)
- Zarządzanie instytucjami artystycznymi, specjalność menedżerska (studia I stopnia)
- Zarządzanie instytucjami artystycznymi, specjalność sceniczno-menedżerska (studia I stopnia)

### Studia niestacjonarne
- Filologia angielska (studia I i II stopnia)
- Filologia germańska (studia I stopnia)
- Lingwistyka stosowana (studia I stopnia)
- Logopedia (studia II stopnia)
- Produkcja form audiowizualnych (studia I stopnia)
- Wiedza o filmie i kulturze audiowizualnej (studia I stopnia)

## Poczet dziekanów
1. dr hab. Andrzej Ceynowa (2008–2016)
2. dr hab. Maciej Michalski (2016–2020)
3. dr hab. Urszula Patocka-Sigłowy (2020–2024)
4. dr hab. Małgorzata Jarmułowicz, prof. UG (od 2024)

## Władze Wydziału
W kadencji 2024–2028:
| Stanowisko                                           | Imię i nazwisko                            |
| ---------------------------------------------------- | ------------------------------------------ |
| Dziekan                                              | dr hab. Małgorzata Jarmułowicz, prof. UG   |
| Prodziekan ds. Nauki i Współpracy Międzynarodowej    | dr hab. Mikołaj Rychło, prof. UG           |
| Prodziekan ds. Studenckich                           | dr Grzegorz Kotłowski                      |
| Prodziekan ds. Kształcenia i Współpracy z Otoczeniem | dr hab. Joanna Jereczek-Lipińska, prof. UG |

## Struktura organizacyjna

### Instytut Anglistyki i Amerykanistyki
Dyrektor: dr hab. Mirosława Modrzewska
- Zakład Amerykanistyki
- Zakład Badań nad Literaturą Anglojęzyczną
- Zakład Badań nad Sztukami Scenicznymi
- Zakład Glottodydaktyki i Przetwarzania Języka Naturalnego
- Zakład Języka Angielskiego i Językoznawstwa Teoretycznego
- Zakład Translatoryki Anglistycznej

### Instytut Badań nad Kulturą
Dyrektor: dr hab. Grzegorz Piotrowski
- Zakład Kulturoznawstwa
- Zakład Filmu i Mediów

### Instytut Filologii Germańskiej
Dyrektor: prof. dr hab. Mirosław Ossowski
- Zakład Języka Niemieckiego i Translatoryki
- Zakład Literatury i Kultury Niemieckiej

### Instytut Filologii Polskiej
Dyrektor: dr hab. Dariusz Szczukowski
- Zakład Dramatu, Teatru i Widowisk
- Zakład Historii Literatury Polskiej
- Zakład Języka Polskiego
- Zakład Polonistyki Stosowanej
- Zakład Teorii Literatury i Krytyki Artystycznej

### Instytut Filologii Romańskiej
Dyrektor: dr hab. Marek Mosakowski
- Zakład Iberystyki
- Zakład Językoznawstwa Romańskiego
- Zakład Literatur Romańskich

### Instytut Lingwistyki Stosowanej
Dyrektor: dr hab. Hadrian Lankiewicz
- Pracownia Dialog-Kultura-Interakcja-Narracja
- Pracownia Badań nad Wariantami Narodowymi oraz Regionalnymi Języka Niemieckiego
- Pracownia Tłumaczeń Pedagogicznych i Dydaktyki Przekładu

### Instytut Logopedii
Dyrektor: dr hab. Katarzyna Kaczorowska-Bray
- Pracownia Gerontologopedii
- Pracownia Neurologopedyczna
- Zespół Interdyscyplinarnych Badań Językowych

### Instytut Rusycystyki i Studiów Wschodnich
Dyrektor: dr hab. Żanna Sładkiewicz
- Zakład Języka Rosyjskiego i Przekładoznawstwa
- Zakład Pragmatyki Komunikacji i Dydaktyki Języka Rosyjskiego
- Zakład Rosjoznawstwa, Literatury i Kultury Rosyjskiej
- Zakład Kultury i Języków Azji Wschodniej

### Instytut Skandynawistyki i Fennistyki
Dyrektor: dr hab. Maria Sibińska
- Zespół Interdyscyplinarnych Badań Książki Obrazkowej
- Zespół Badań Interdyscyplinarnych Europy Nordycko-bałtyckiej i Arktyki

### Instytut Studiów Klasycznych i Slawistyki
Dyrektor: dr hab. Dušan-Vladisav Paždjerski
- Zakład Filologii Klasycznej
- Zakład Slawistyki i Studiów Bałkańskich

## Historia
1 października 1946 powstała Wyższa Szkoła Pedagogiczna w Gdańsku. Filologię i historię początkowo wykładano na Wydziale Humanistycznym. W 1952 nazwę zmieniono na Wydział Filologiczno-Historyczny. Był pierwszą jednostką Szkoły, która otrzymała prawo nadawania stopnia naukowego doktora. Popyt społeczny na humanistów zwiększył rozbudowę, zatem postanowiono o powrocie do poprzedniej nazwy. Instytuty zastąpiły katedry.
20 marca 1970 zgodnie z uchwałą Rady Ministrów PRL, Wyższa Szkoła Pedagogiczna w Gdańsku połączyła się z Wyższą Szkołą Ekonomiczną w Sopocie tworząc Uniwersytet Gdański. W momencie powstania nowej uczelni, Wydział Humanistyczny był jednym z największych. Kształcił 2275 studentów dzięki pracy 134 pracowników naukowo-dydaktycznych. W tym pięciu profesorów. Dalszymi etapami rozwoju były:
- 1970 – Zakład Języków i Kultury Krajów Skandynawskich
- 1973 – Zakład Filologii Angielskiej
- 1974 – otwarto kierunek filologii angielskiej
- 1975 – otwarto kierunek filologii skandynawskiej
- 1979 – Zakład Filologii Germańskiej
- 1984 – Zakład Filologii Klasycznej i Neolatynistyki
- 1986 – otwarto kierunek filologii klasycznej
- 1987 – Zakład Logopedii
- 1989 – Zakład Historii Sztuki
- 1989 – otwarto kierunek filologii germańskiej
- 1996 – Katedra Filologii Romańskiej

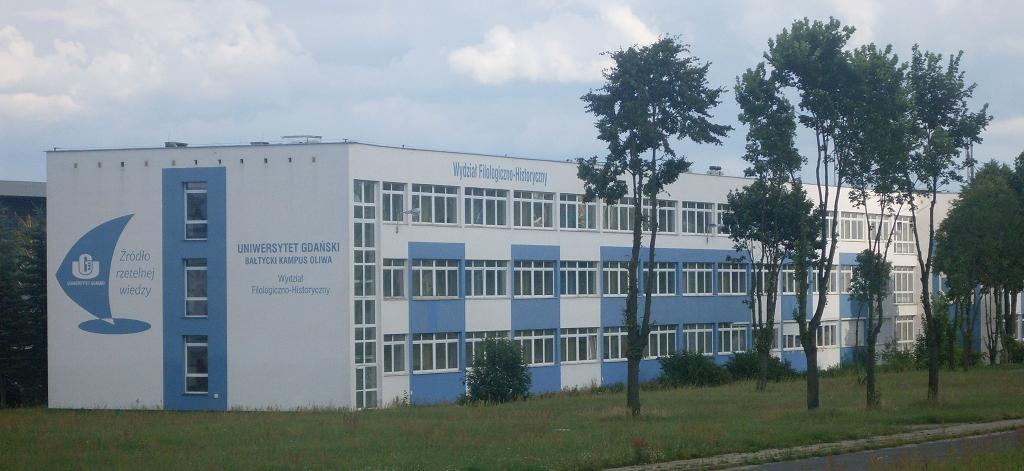
Napisy na budynku, gdy Wydział stanowił jedność z Historycznym

- 1997 – otwarto kierunek filologii romańskiej
- 1998 – otwarto Katedrę Slawistyki

Część z powyższych zakładów została przeobrażona w katedry, bądź instytuty.
W 1990 Wydział Humanistyczny został podzielony na Wydział Nauk Społecznych oraz Wydział Filologiczno-Historyczny. W 2007 Senat UG podjął decyzję o podzieleniu tego drugiego na Wydział Historyczny i Wydział Filologiczny. Formalnie zaczęły one funkcjonować 1 września 2008. Dziekanem został profesor Andrzej Ceynowa, który tego dnia oddał insygnia Rektora po zakończeniu drugiej kadencji. Od 2009 proponowaną specjalizacją na filologii polskiej są tu studia licencjackie, nauczycielskie dwuprzedmiotowe: nauczanie języka polskiego i wiedzy o języku i kulturze kaszubskiej.

### Ostatnie Władze Wydziału Filologiczno-Historycznego
W kadencji 2005–2008:
| Stanowisko                 | Imię i nazwisko                  |
| -------------------------- | -------------------------------- |
| Dziekan                    | dr hab. Józef Arno Włodarski     |
| Prodziekan ds. nauki       | prof. dr hab. Wiesław Długokęcki |
| Prodziekan ds. kształcenia | dr hab. Krystyna Turo            |
| Prodziekan ds. studenckich | dr Monika Rzeczycka              |

## Adres
ul. Wita Stwosza 51, 80-308 Gdańsk